# Santál
A Santál francia eredetű női név, eredetileg családnév volt, jelentése: dal, ének.

## Rokon nevek
- Santel:[1] a Santál angol alakváltozata.

## Gyakorisága
Az 1990-es években szórványos név, a 2000-es években nem szerepel a 100 leggyakoribb női név között.

## Névnapok
- augusztus 21.[2]
- december 12.[2]